# 切薩里亞·埃沃拉機場
切薩里亞·埃沃拉機場（葡萄牙語：Aeroporto Internacional Cesária Évora）是一座位於維德角聖維森特島的機場，距離明德盧市中心5公里，它的跑道長1,975米（6,480英尺），寬度為45米（148英尺）。2012年為紀念維德角歌手切薩里亞·埃沃拉更為現名。